# B in the Mix: The Remixes Vol. 2
B in the Mix: The Remixes Vol. 2 — второй альбом ремиксов американской певицы Бритни Спирс, релиз которого состоялся 23 сентября 2011 года в Германии, а уже 11 октября премьера состоялась в других странах мира. Трек-лист издания включает в себя ремиксы на популярные песни из последних студийных альбомов певицы, таких как: Blackout, Circus и новый Femme Fatale; а также альбом содержит ремикс на песню «3», ранее выпущенную в 2009 году на сборнике синглов Бритни — The Singles Collection.

## Об альбоме
Осенью 2005 года Бритни Спирс впервые выпустила свой первый сборник ремиксов B in the Mix: The Remixes, который включал в себя ремиксы на песни из альбомов Baby One More Time (1999), Oops!… I Did It Again (2000), Britney (2001) и In the Zone (2003) и новую песню-сингл «And Then We Kiss», большинство ремиксов было сделано на песни из тогда нового альбома певицы In the Zone.
Спустя шесть лет стали появляться слухи, что выйдет новый альбом ремиксов Бритни Спирс. Так летом 2011 года интернет-издание Fragantica.com сообщило, что с выходом нового аромата певицы Cosmic Radiance будет выпущен и новый альбом ремиксов, релиз которого запланирован на август 2011. 2 сентября 2011 года лейбл Sony Music Entertainment Japan опубликовал обложку и название второго ремиксового альбома Бритни — B in the Mix: The Remixes Vol. 2.
9 сентября 2011 года Бритни Спирс официально заявила, опубликовав сообщение в своем аккаунте сети Tumblr, что альбом действительно будет издан осенью этого года; в этом же сообщении она разместила список композиций альбома B in the Mix: The Remixes Vol. 2. Новых песен в трек-листе, как это было в первом ремиксовом альбоме, заявлено не было, к тому же большинство ремиксов в своё время уже были опубликованы на CD-синглах.

## Список композиций
| №   | Название                                       | Автор(ы)                                                                                                 | Автор(ы) ремикса | Длительность |
| --- | ---------------------------------------------- | --- | ---------------- | ------------ |
| 1.  | «Gimme More» (Kaskade Club Mix)                | Нэйт Хиллс, Джим Бинз, Кери Хилсон, Марчелла Арейка                                                      | Kaskade          | 6:08         |
| 2.  | «Piece of Me» (Tiësto Club Mix)                | Christian Karlsson, Pontus Winnberg, Klas Åhlund                                                         | Tiësto           | 7:53         |
| 3.  | «Radar» (Tonal Club Mix)                       | Karlsson, Winnberg, Henrik Jonback, Balewa Muhammad, Candice Nelson, Ezekiel "Zeke" Lewis, Patrick Smith | Tonal            | 4:55         |
| 4.  | «Womanizer» (Benny Benassi Extended)           | Nikesha Briscoe, Rafael Akinyemi                                                                         | Benny Benassi    | 6:17         |
| 5.  | «Circus» (Linus Loves Remix)                   | Клод Келли, Лукаш Готвальд, Benjamin Levin                                                               | Linus Loves      | 4:39         |
| 6.  | «If U Seek Amy» (U-Tern Remix)                 | Макс Мартин, Shellback, Сэвэн Котеча, Александр Кронлунд                                                 | U-Tern           | 6:10         |
| 7.  | «3» (Manhattan Clique Club Remix)              | Макс Мартин, Shellback, Tiffany Amber                                                                    | Manhattan Clique | 5:42         |
| 8.  | «Till the World Ends» (Alex Suarez Club Remix) | Ke$ha, Alexander Kronlund, Lukasz Gottwald, Max Martin                                                   | Alex Suarez      | 5:18         |
| 9.  | «I Wanna Go» (Gareth Emery Remix)              | Shellback, Макс Мартин, Саван Котеча                                                                     | Gareth Emery     | 5:26         |
| 10. | «Criminal» (Radio Mix)                         | Макс Мартин, Shellback, Tiffany Amber                                                                    |                  | 3:45 [A]     |

Примечания:
↑  A  В европейском издании (European Edition) песня «Criminal (Radio Mix)» расположена под номером #1, порядок остальных песен остался неизменным. 

## Хронология релизов
| Регион   | Дата             | Лейбл        |
| -------- | ---------------- | ------------ |
| Германия | 23 сентября 2011 | Jive Records |
| Япония   | 27 сентября 2011 | Sony Japan   |
| Мир      | 11 октября 2011  | Jive Records |